# Johannes Baptist Schneyer
Johannes Baptist Schneyer (* 3. November 1908 in Schweinfurt; † 2. Januar 1979) war ein deutscher römisch-katholischer Theologe.

## Leben
Nach der Promotion 1932 zum Dr. phil. in Würzburg und der Priesterweihe 1932 war er ab 1938 Assistent am Priesterseminar Würzburg. Nach der Promotion zum Dr. theol. 1944 an der Universität Würzburg war er ab 1946 Regens am Bischöflichen Knabenseminar Kilianeum. Nach der Habilitation am 29. Februar 1960 in Freiburg im Breisgau war er außerplanmäßiger Professor für Pastoraltheologie an der Katholisch-Theologischen Fakultät der Albert-Ludwigs-Universität Freiburg. Seine Bücher befinden sich seit 1979 in der Universitätsbibliothek Bochum.

## Schriften (Auswahl)
- Wegweiser zu lateinischen Predigtreihen des Mittelalters. München 1965, OCLC 580026370, Digitalisat.
- Die Homilie. Grundsätze und Entwürfe. Freiburg im Breisgau 1965, OCLC 1020863165.
- Die Unterweisung der Gemeinde über die Predigt bei scholastischen Predigern. Eine Homiletik aus scholastischen Prothemen. München 1968, OCLC 258275986.
- Geschichte der katholischen Predigt. Freiburg im Breisgau 1969, OCLC 758400.